# Тисакечке
Тисакечке (венг. Tiszakécske) — город в медье Бач-Кишкун в Венгрии. Город занимает площадь 133,27 км², на которой проживает 11 856 жителей.

## История
Археологические находки свидетельствуют о том, что данная местность была населена уже полторы тысячи лет назад. Сведения о сформировавшемся поселении относятся к XI—XIII векам. Первый содержащийся в архивах документ с упоминанием поселения под названием Кечке (Cechke) датируется 1332 годом.
Медленный рост поселения прекратился с началом османской оккупации венгерских земель.

## Население
| Год  | Численность | Численность |
| ---- | ----------- | ----------- |
| 2013 | 11 553      | [ 4 ]       |
| 2014 | 11 491      | [ 5 ]       |
| 2018 | 11 990      | [ 6 ]       |
| 2021 | 12 096      | [ 7 ]       |
| 2022 | 11 216      | [ 8 ]       |
| 2023 | 11 664      | [ 9 ]       |
| 2024 | 11 690      | [ 3 ]       |

## Города-побратимы
- Люббекке, Германия